# The Cockettes
The Cockettes est une compagnie théâtrale hippie psychédélique d'avant-garde fondée à l'automne 1969 par l'artiste américain Hibiscus (George Edgerly Harris III). 

## Histoire
La troupe est née d'un groupe d'artistes hippies, hommes et femmes, qui vivaient à Kaliflower, l'une des nombreuses communes de Haight-Ashbury, un quartier de San Francisco, en Californie. Hibiscus est venu vivre avec eux parce qu'ils préféraient s'habiller de façon scandaleuse et a proposé l'idée de mettre leur mode de vie sur scène. Plus tard, ils s'installent dans la vitrine du 992 Valencia Street, désormais Artists' Television Access.
Leur style théâtral est influencé par le Living Theatre, la Play House of the Ridiculous de John Vaccaro, les films de Jack Smith et l'éthique LSD des Merry Pranksters de Ken Kesey. Au début, ils parodiaient les comédies musicales américaines et chantaient des airs de spectacle, puis ils se sont mis à jouer des pièces originales, à mettre en scène des comédies musicales et à jouer des comédies musicales. Ils acquièrent une notoriété souterraine qui leur permet de se faire connaître du grand public.
Au début de l'année 1971, quelques membres du groupe original se sont séparés des Cockettes et ont formé leur propre troupe de théâtre, les Angels of Light. Noh Mercy (anciennement On The Rag) et Tuxedomoon sont issus des Angels of Light,,,,,,,,,,.
Les Cockettes ont fait l'objet d'un documentaire éponyme en 2002, réalisé par David Weissman et Bill Weber. 